# GPR87
GPR87 (англ. G protein-coupled receptor 87) – білок, який кодується однойменним геном, розташованим у людей на короткому плечі 3-ї хромосоми.  Довжина поліпептидного ланцюга білка становить 358 амінокислот, а молекулярна маса — 41 436.
| 10         |  | 20         |  | 30         |  | 40         |  | 50         |
| ---------- |  | ---------- |  | ---------- |  | ---------- |  | ---------- |
| MGFNLTLAKL |  | PNNELHGQES |  | HNSGNRSDGP |  | GKNTTLHNEF |  | DTIVLPVLYL |
| IIFVASILLN |  | GLAVWIFFHI |  | RNKTSFIFYL |  | KNIVVADLIM |  | TLTFPFRIVH |
| DAGFGPWYFK |  | FILCRYTSVL |  | FYANMYTSIV |  | FLGLISIDRY |  | LKVVKPFGDS |
| RMYSITFTKV |  | LSVCVWVIMA |  | VLSLPNIILT |  | NGQPTEDNIH |  | DCSKLKSPLG |
| VKWHTAVTYV |  | NSCLFVAVLV |  | ILIGCYIAIS |  | RYIHKSSRQF |  | ISQSSRKRKH |
| NQSIRVVVAV |  | FFTCFLPYHL |  | CRIPFTFSHL |  | DRLLDESAQK |  | ILYYCKEITL |
| FLSACNVCLD |  | PIIYFFMCRS |  | FSRRLFKKSN |  | IRTRSESIRS |  | LQSVRRSEVR |
| IYYDYTDV   |  |            |  |            |  |            |  |            |

A: Аланін

C: Цистеїн

D: Аспарагінова кислота

E: Глутамінова кислота

F: Фенілаланін

G: Гліцин

H: Гістидин

I: Ізолейцин

K: Лізин

L: Лейцин

M: Метіонін

N: Аспарагін

P: Пролін

Q: Глутамін

R: Аргінін

S: Серин

T: Треонін

V: Валін

W: Триптофан

Кодований геном білок за функціями належить до рецепторів, g-білокспряжених рецепторів, білків внутрішньоклітинного сигналінгу. 
Задіяний у такому біологічному процесі як поліморфізм. 
Локалізований у клітинній мембрані, мембрані.